# Torreadrada
Torreadrada – gmina w Hiszpanii, w prowincji Segowia, w Kastylii i León, o powierzchni 32,86 km². W 2011 roku gmina liczyła 88 mieszkańców.